# Liste der Bischöfe und Erzbischöfe von Avignon
Die folgenden Personen waren Bischöfe und Erzbischöfe des Erzbistums Avignon (Frankreich); zeitliche Überschneidungen der Amtszeiten sind vor allem durch konkurrierende Ernennungen durch die jeweiligen Päpste und Gegenpäpste zu erklären:

## Bischöfe
- um 70: Heiliger Ruf
- um 96: Carus
- um 134: Ygilius
- 202–219: Ebulus
- 219–230: Johannes I.
- 230–257: Asterius
- 257–264: Secundinus
- 264–281: Heiliger Amat
- 281–298: Coedicius
- 298–324: Primus
- 324–326: Frontinus
- 326–329: Aventinus
- 329–363: Regilius
- 363–372: Antistius
- 372–390: Justus
- 390–414: Stephanus
- 414–429: Johannes II.
- 429–437: Debo
- 437–449: Julius
  - (439–451: Nectarius)
- 449–455: Maximus I.
- 455–464: Donatus
- 464–475: Saturninus
- 475–498: Elotherus
- 498–516: Julianus
- 516–523: Salutaris
- 523–533: Eucherius
- 533–548: Ermenius
- 548–564: Antoninus
- 564–587: Johannes III.
- 587–595: Valeus
- 595–627: Dynamius
- 627–630: Heiliger Maximus II.
- 630–646: Edmond
- 646–660: Heiliger Magne
- 660–700: Heiliger Agricol (oder Agricolus, fälschlich auch „Agricola“)
- 700–720: Heiliger Veredème
- 720–760: Johannes IV.
- 760–765: Alfons
- 765–795: Joseph I.
- 795–796: Amicus
- 796–822: Humbert
- 822–835: Rémi I.
- 835–854: Fulcherius (I.)
- 854–860: Ragenutius
- 860–878: Hilduin
- 878–898: Ratfred
- 898–911: Rémi II.
- 911–940: Foulques (oder Fulcherius II.)
- 949–955: Florent
- 955–976: Landry
- 976–996: Vernerius
- 996–1002: Lauderius
- 1002–1005: Pierre I.
- 1005–1037: Heldebert
- 1037–1038: Senioret
- 1038–1050: Benedikt I.
- 1050–1080: Rostaing I.
- 1080–1104: Albert
- 1104–1110: Aubert
- 1110–1126: Rostaing II.
- 1126–1146: Laugerius
- 1146–1150: Maxime III. (oder Maximus)
- 1150–1164: Geoffroy I.
- 1164–1171: Artaud
- 1171–1173: Pierre II.
- 1173–1174: Geoffroy II.
- 1174–1176: Raymond I.
- 1176–1179: Pontius
- 1179–1180: Pierre II. (erneut)
- 1180–1197: Rostaing III. de Marguerite
- 1197–1209: Rostaing IV.
- 1209–1226: Guillaume I. de Montelier
- 1226–1227: Pierre III.
- 1227–1232: Nicolas
- 1232–1233: Bermond
- 1233–1234: Bertrand I.
- 1234–1238: Bernard I.
- 1238: Benedikt II.
- 1238–1240: Bernard II.
- 1240–1261: Zoen
- 1261–1264: Etienne I.
- 1264–1268: Bertrand II. de Saint Martin OSB, dann Erzbischof von Arles
- 1268–1270: Robert I. d’Uzès
- 1270–1271: Jean I.
- 1271–1272: Raymond II.
- 1272–1287: Robert II.
- 1291–1300: André de Languiscel
- 1300–1310: Bertrand III. d’Aimini, dann Bischof von Frejus
- 1310: Guillaume II. de Maudagot
- 1310–1313: Jacques I. Arnaud Duèze, der spätere Papst Johannes XXII.
- 1313–1317: Jacques II. de Via
  - 1317–1334: Papst Johannes XXII. (als Administrator)
- 1335–1349: Jean II. de Cojordan, dann Bischof von Mirepoix
  - 1349–1352: Papst Clemens VI. (Administrator)
  - 1352–1362: Papst Innozenz VI. (Administrator)
- 1362–1366: Anglic Grimoard CRSA, dann Kardinal
  - 1366–1367: Papst Urban V. (Administrator)
- 1367–1368: Philippe de Cabassole
- 1368–1373: Pierre IV. d’Aigrefeuille (siehe Haus Rogier de Beaufort)
- 1373–1383: Faydit d’Aigrefeuille (siehe Haus Rogier de Beaufort)
- 1383–1390 François de Conzié, später Erzbischof von Toulouse und Narbonne
- 1391: Simon de Cramaud (Administrator)
  - 1391–1394: (Gegen-)Papst Clemens VII. (Administrator)
  - 1394–1398: (Gegen-)Papst Benedikt XIII. (Administrator)
- 1398–1407: Gilles Aycelin de Bellemere (kanonisch schon seit 1392 Bischof, seit 1394 Kardinal)
- 1409–1410: Pierre V. de Tourroye (Thury)
- 1415–1419: Guy I. de Roussillon-Bouchage
  - (1419–1422: Guy II. Spifame)
- 1422–1432: Guy I. de Roussillon-Bouchage
- 1432–1433: Marc Condulmero, dann Erzbischof von Tarentaise
- 1433: Louis de La Palud OSB, akzeptierte die Ernennung nicht und wurde exkommuniziert, dann Bischof von Saint-Jean-de-Maurienne und Kardinal
- 1437–1474: Alain de Coëtivy (Haus Coëtivy)
- 1474–1475: Giuliano della Rovere

## Erzbischöfe
- 1475–1503: Giuliano della Rovere, dann Papst Julius II.
- 1504–1512: Antoine Florès
- 1512–1527: Orlando Carretto della Rovere (Orland de Roure)
- 1529–1535: Hippolyte Kardinal de’ Medici
- 1535–1551: Alessandro Kardinal Farnese der Jüngere (Administrator)
- 1551–1562: Annibale Bozzuti (Annibal Buzzutto)
- 1560–1566: Alessandro Kardinal Farnese der Jüngere (Administrator)
- 1566–1576: Félicien Capitone OSM
- 1577–1585: Georges d’Armagnac (Haus Lomagne), dann Administrator von Toulouse
- 1585–1592: Domenico Grimaldi
- 1592–1597: François-Marie Kardinal Tarugi CO
- 1598–1609: Jean-François Bordini CO
- 1609–1624: Etienne II. Dulci OP
- 1624–1645: Marius Philonardi
- 1645–1646: Bernard III. Pinelli
- 1647–1648: César Argelli
- 1649–1669: Dominique de Marini
- 1669–1672: Azzo (Azon) Ariosto
- 1673–1684: Hyacinthe Libelli OP
- 1684–1689: Alexandre II. Montecatini OCart
- 1691–1706: Lorenzo Fieschi, dann Erzbischof von Genua
- 1706–1717: François Maurice Gonteri (Gontier)
- 1742–1756: Joseph II. Guyon de Crochans
- 1756–1774: François I. Manzi
- 1774–1793: Charles-Vincent Giovio
- 1793–1794: François-Régis Rovère
- 1798: François II. Etienne
- 1802–1817: Jean-François Périer
- 1821–1830: Etienne-Parfait-Martin Maurel de Mons
- 1831–1834: Louis-Joseph d’Humières
- 1834–1842: Jacques-Marie-Antoine-Célestin Dupont, dann Erzbischof von Bourges
- 1842–1848: Paul Naudo
- 1848–1863: Jean-Marie-Mathias Debelay
- 1863–1880: Louis-Anne Dubreuil
- 1880–1884: François-Edouard Hasley, dann Erzbischof von Cambrai
- 1885–1895: Louis-Joseph-Marie-Ange Vigne
- 1896–1907: Louis-François Sueur
- 1907–1928: Gaspard-Marie-Michel-André Latty
- 1928–1957: Gabriel-Roch de Llobet
- 1957–1970: Joseph-Martin Urtasun
- 1970–1978: Eugène-Jean-Marie Polge
- 1978–2002: Raymond Joseph Louis Bouchex
- 2002–2021: Jean-Pierre Marie Cattenoz
- seit 2021: François Fonlupt